# Giovanni Sgarbossa
Giovanni Sgarbossa (San Martino di Lupari, 10 febbraio 1954) è un ex calciatore italiano, di ruolo centrocampista.

## Carriera
Cresciuto nell'Olimpia, nel 1973 debutta con il Trento.
Dal 1978 al 1980 gioca prima in Serie B e poi in Serie A con l'Udinese (rispettivamente 20 e 15 presenze).
Nell'autunno 1980 passa al Foggia in Serie B, mentre nel 1981-1982 scende ancora di categoria per indossare la maglia del Padova in Serie C1.
Dal 1982 al 1985 gioca per il Taranto (due campionati in C1 e uno in B).
Nel 1985 viene prima indagato e poi condannato a cinque anni di squalifica in seguito all'illecito sportivo nel "Caso Padova" che di fatto mette fine alla sua carriera.
In carriera ha totalizzato complessivamente 18 presenze in Serie A e 83 presenze e una rete in Serie B.

## Palmarès

### Club

#### Competizioni nazionali
- Campionato italiano di Serie B: 1

Udinese: 1978-1979
- Serie D: 1

Trento: 1976-1977

#### Competizioni internazionali
- Coppa Mitropa: 1

Udinese: 1979-1980